# Glaserovo párování
Glaserovo párování je párovací reakce alkynů za přítomnosti měďných solí, jako je chlorid nebo bromid měďný, a oxidačního činidla, například kyslíku. Používají se při něm také zásady, jako například amoniak. Rozpouštědlem bývá voda nebo alkohol.
Reakci popsal Carl Andreas Glaser v roce 1869.
Použil tento postup k přípravě difenylbutadiynu:
CuCl + PhC2H + NH3 → PhC2Cu + NH4Cl
2 PhC2Cu + O → PhC2C2Ph + Cu2O

## Obměny

### Eglintonova reakce
Při Eglintonově reakci se spojují dva koncové alkyny za přítomnosti měďnaté soli, například octanu měďnatého.
{\displaystyle {\ce {2R-\!{\equiv }\!-H->[{\ce {Cu(OAc)2}}][{\ce {pyridin}}]R-\!{\equiv }\!-\!{\equiv }\!-R}}}
Oxidační párování alkynů bylo použito v rámci příprav řady antibiotik. Stechiometrii lze zjednodušeně znázornit takto:
Meziprodukty Eglintonových reakcí jsou měďné komplexy alkynů.
Tento postup byl například zahrnut do syntézy cyklooktadekanonaenu a také difenyldiacetylenu z fenylacetylenu.

### Hayovo párování
Hayovo párování je variantou Glaserova párování, kdy se k aktivaci alkynů používá komplex TMEDA a chloridu měďného. Stechiometrickým oxidačním činidlem je zde kyslík namísto měďnaté soli u Eglintonovy varianty.
Z trimethylsilylacetylenu takto vzniká derivát butadiynu.

## Možnosti
V roce 1882 Adolf von Baeyer použil Glaserovu reakci 1,4-bis(2-nitrofenyl)butadiynu k přípravě indiga.
Krátce poté Baeyer popsal jiný způsob přípravy indiga, nyní nazývaný Baeyerova–Drewsonova syntéza indiga.